# Beuvron
Beuvron ist eine französische Gemeinde mit 86 Einwohnern (Stand 1. Januar 2022) im Département Nièvre in der Region Bourgogne-Franche-Comté (vor 2016 Bourgogne). Sie gehört zum Arrondissement Clamecy und zum Kanton Corbigny. 

## Geographie
Beuvron liegt etwa 48 Kilometer nordöstlich von Nevers am Rande des Morvan. Umgeben wird Beuvron von den Nachbargemeinden von Saint-Germain-des-Bois im Norden und Osten, Talon im Südosten, Grenois im Südosten und Süden, Taconnay im Süden, Parigny-la-Rose im Südwesten sowie Cuncy-lès-Varzy im Westen und Nordwesten.

## Bevölkerungsentwicklung
| Jahr                       | 1962 | 1968 | 1975 | 1982 | 1990 | 1999 | 2006 | 2011 | 2020 |
| Einwohner                  | 100  | 90   | 81   | 82   | 95   | 81   | 92   | 105  | 83   |
| Quellen: Cassini und INSEE |      |      |      |      |      |      |      |      |      |

## Sehenswürdigkeiten

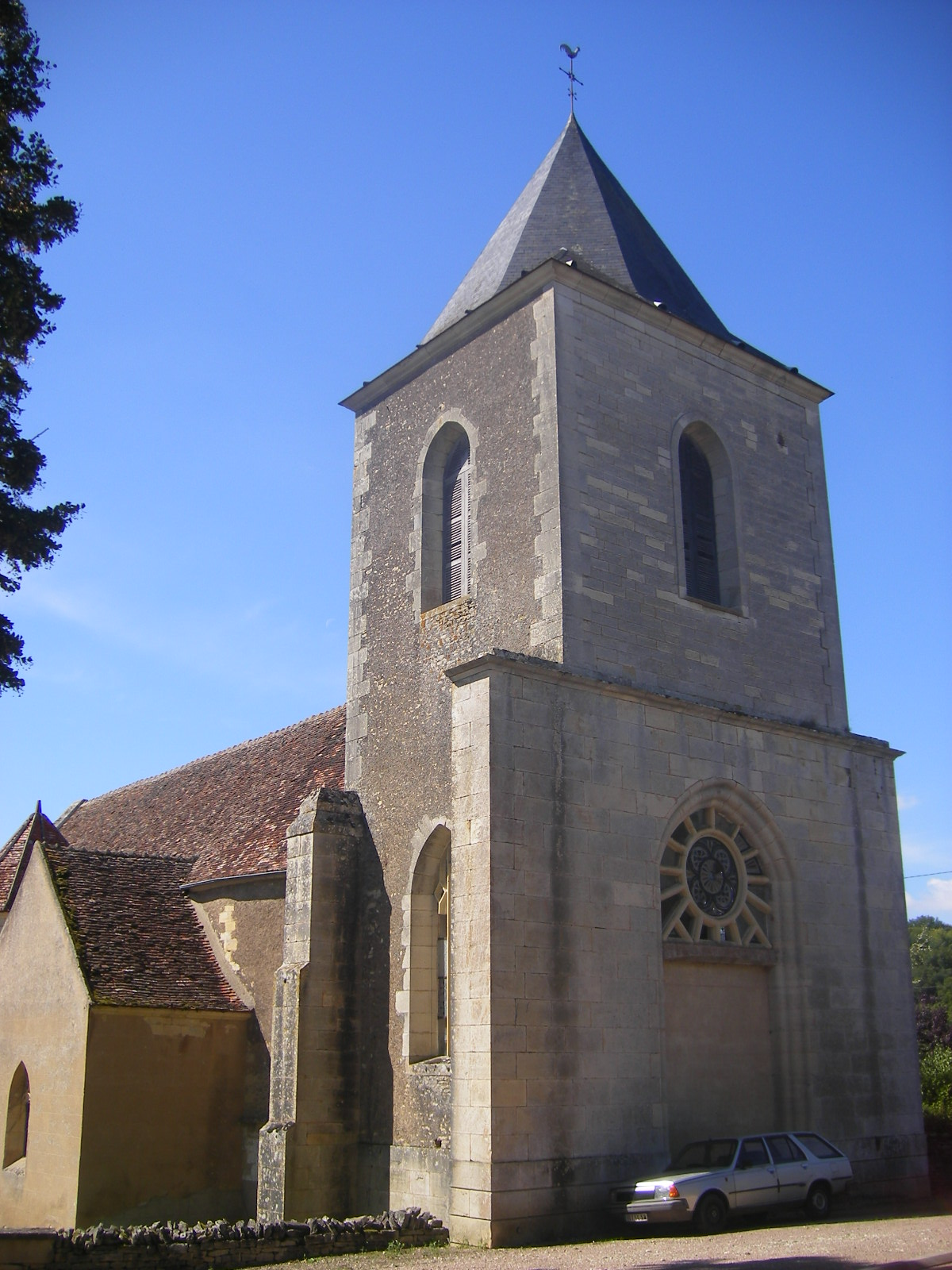
Kirche Saint-Pierre
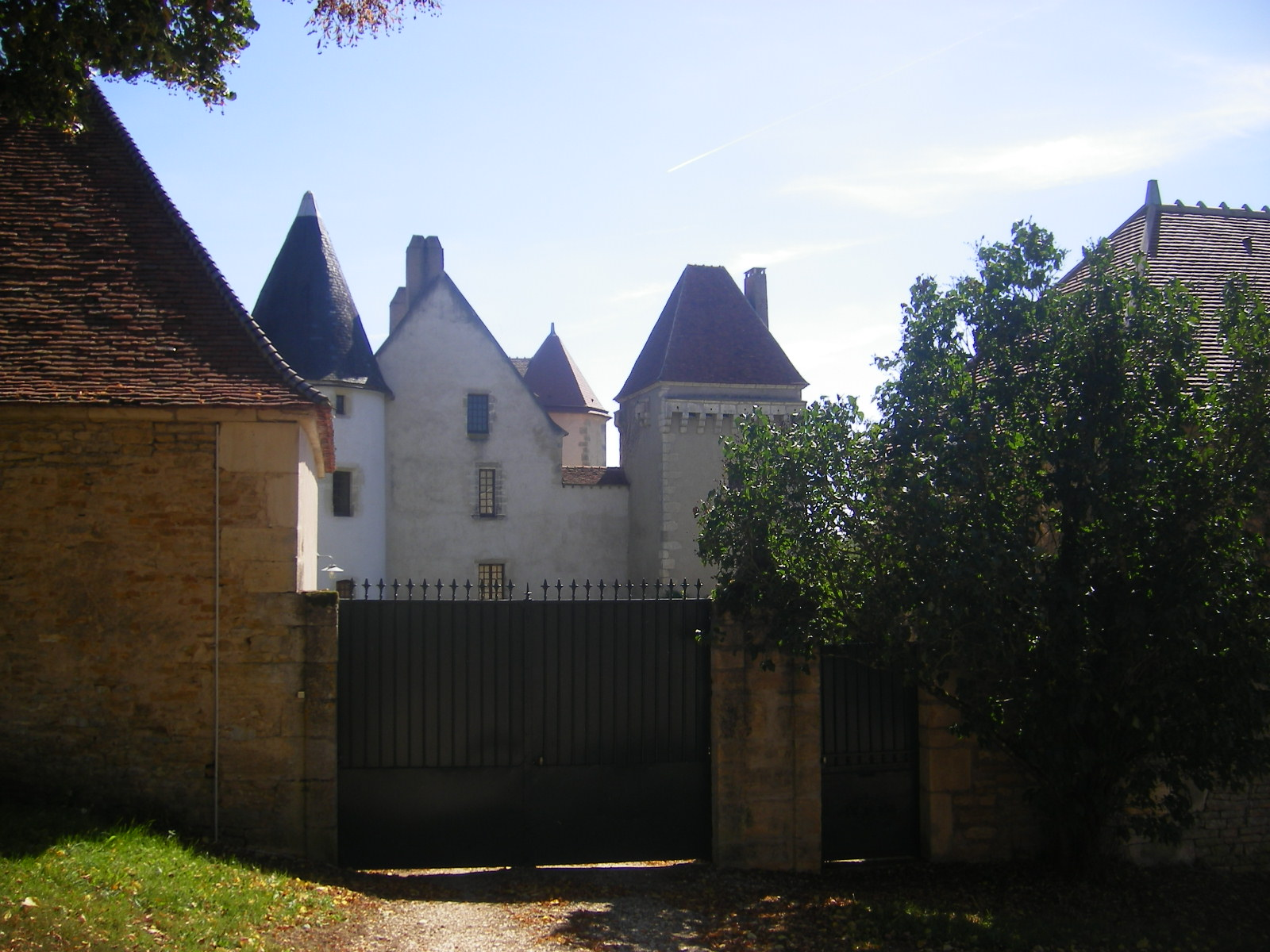
Schloss Beuvron
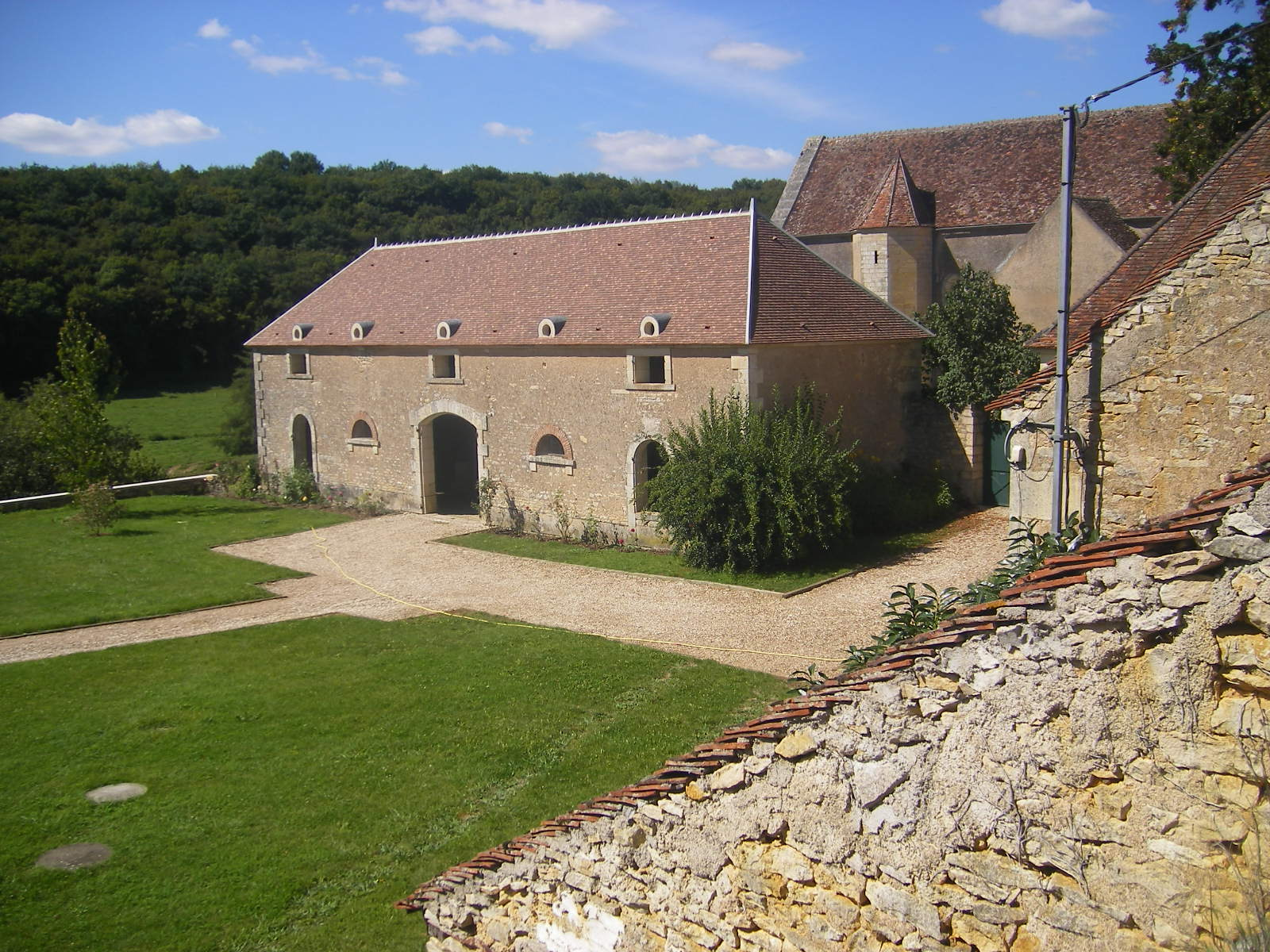
Bauernhaus in Beuvron

- Kirche Saint-Pierre
- Schloss Beuvron
- Bauernhaus in Beuvron